# Sitolubanua Fadoro
Sitolubanua Fadoro is een bestuurslaag in het regentschap Nias Barat van de provincie Noord-Sumatra, Indonesië. Sitolubanua Fadoro telt 1215 inwoners (volkstelling 2010).